# Joseph Whittaker

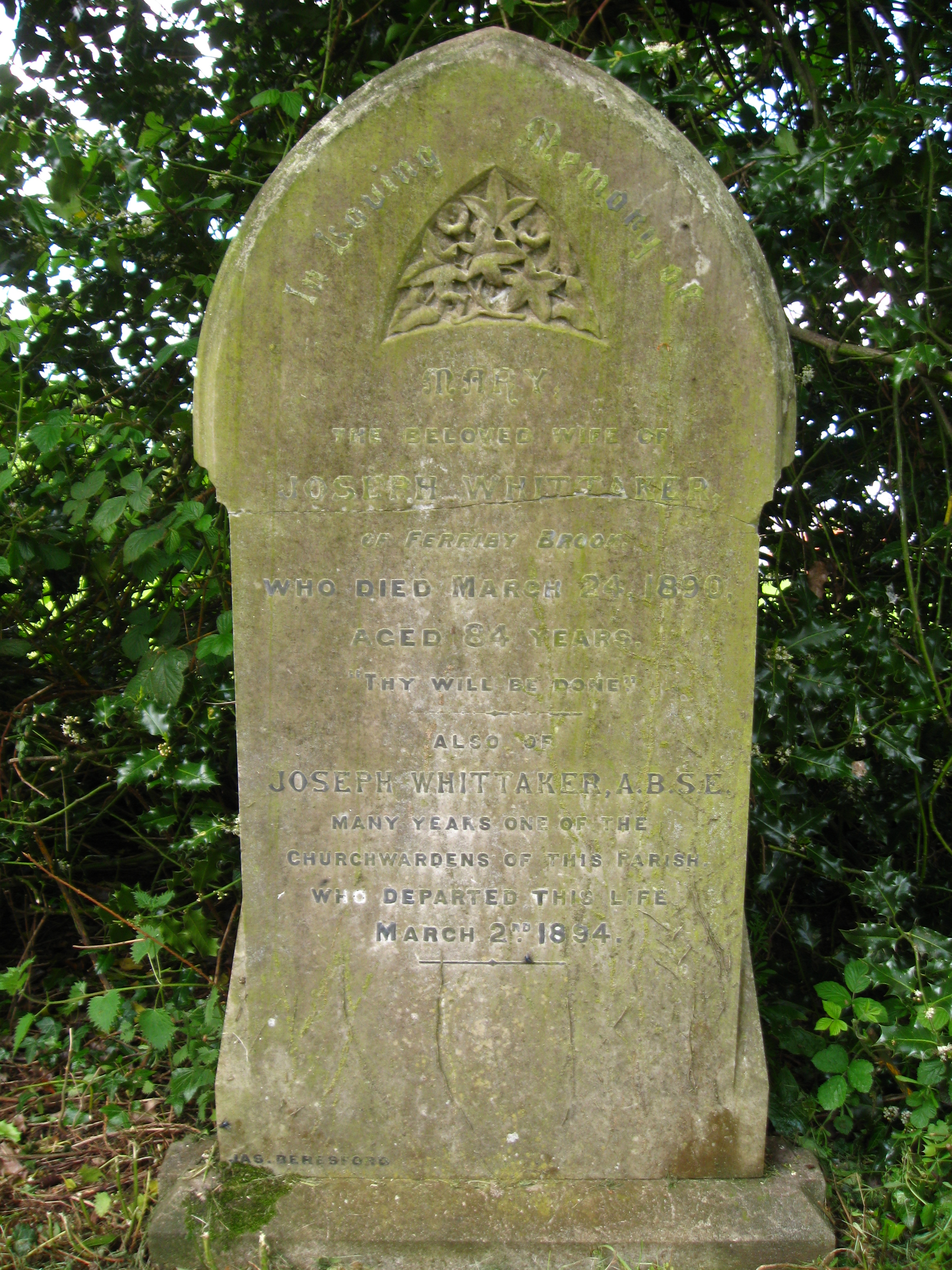
A sepultura de Joseph Whittaker.

Joseph Whittaker (Breadsall, 1813 – 1894) foi um botânico britânico.
Em uma viagem à África do Sul coletou mais de 300 espécies e mais 2200 no território britânico, que fazem parte do herbário do Derby Museum and Art Gallery.